# 埃利峰
79°39′S 84°20′W / 79.650°S 84.333°W
埃利峰（英語：Eley Peak）是南極洲的山峰，位於埃爾斯沃思地，屬於赫里蒂奇嶺中索霍爾特峰的一部分，海拔高度2,311米，美國地質調查局根據測量和該國海軍的空中照片繪入地圖，現時由南極條約體系管理。